# حكومة رشيد طليع (الثانية)
حكومة رشيد طليع (الثانية)، هي الحكومة الثانية في عهد إمارة شرق الأردن، تشكلت في 5 يوليو1921. شكل رشيد طليع مجلس المشاورين للمرة الثانية على التوالي كالتالي:

## أعضاء الحكومة
1. رشيد طليع، الكاتب الإداري والمشاور الملكي ورئيس مجلس المشاورين
2. الأمير شاكر بن زيد، نائب العشائر
3. مظهر رسلان، المشاور المالي
4. رشدي بك الصفدي، مشاور الامن والانضباط
5. أحمد مريود، معاون نائب العشائر
6. غالب بك الشعلان، مستشار القيادة العامة
7. الشيخ محمد الخضر الشنقيطي، قاضي القضاة

## أهم الأحداث
لم تلبث هذه الحكومة أن اصطدمت بشروط قاسية اشترطتها الحكومة البريطانية لتقديم الإعانة المالية، كما ان سلطات الانتداب اتهمت رشيد طليع بالعمل على اثارة الاضطرابات في سوريا ضد الفرنسيين، وعلى إثر هذا قدم استقالته في 5 أغسطس 1921.
| سبقه حكومة رشيد طليع (الأولى) | الحكومة الأردنية 5 تموز 1921 - 5 آب 1921 | تبعه حكومة مظهر رسلان الأولى |